# 韩忭明
韩忭明（英語：Benjamin Lucius Ancell，1868年5月15日—1933年11月30日），美国传教士，曾在上海、苏州、扬州等地传教，并创建了多所教堂和教会学校。

## 生平
1868年5月15日，韩忭明出生于美国弗吉尼亚州弗卢瓦纳县，父亲是南方邦联陆军上尉约翰·杰伊·安塞尔，母亲是伊丽莎白·佩蒂特。韩忭明曾在福克尤宁军事学校接受早期教育。但当他决定成为一名牧师后，改到弗吉尼亚神学院接受预科学习。由于表现优异，他被建议接受大学教育后再进行神学学习。于是，韩忭明又到弗吉尼亚州列克星敦的华盛顿与李大学上学，后留校担任希腊语讲师。韩忭明曾在南卡罗来纳州和弗吉尼亚州任教三年，后回到弗吉尼亚神学院并与1899届毕业生一起毕业。1899年，韩忭明获得哥伦比亚大学（现乔治·华盛顿大学）获得文学硕士学位。
1899年，韩忭明自愿到中国传教。1900年，受圣职于上海圣约翰大学，任教员，继任救主堂及天恩堂牧师。经过汉语文学习后，于1902年受驻上海圣公会派遣赴苏州创立圣公会，创建中西学堂。次年，学堂迁至桃花坞廖家巷，即后来的桃坞中学，仍由韩忭明主理。1908年，迁居扬州，在左卫街赁屋设教堂，并开办男学堂（即后来的美汉中学），自任校长。1910年，韩忭明曾与季盟济到南京租屋传道。1910年，男学堂获得美国海军教育家美翰捐资，在便益门内建造新校舍，为纪念捐助者正式定名为美翰中学堂，英文称“Mahan School”。1912年，美翰中学堂更名为美汉中学校，英文名未改变，韩忭明任校长。
1917年，韩忭明在扬州左卫街购得一处房屋，设为圣三一堂，由中国人董选青主牧。同时，在左卫街武城巷口创办基友社，用来与地方人士联络感情:481。韩忭明传道范围北至苏北，南至南京。在他的努力下，不仅很多人皈依了基督徒，其创办的学校中还走出了很多中学毕业生。尽管美汉中学的学生仅有3%来自基督徒家庭，但截至1926年，近60%的学生都曾信仰基督教。1924年，在美汉中学校园内修建神在堂。1924年，获得华李大学授予的神学博士学位。
1927年，因孙传芳部进驻美汉中学，校园遭洗劫而被迫停办。韩忭明一家被迫到上海生活2年，韩忭明被任命为中国神职人员的总顾问，还借机巩固了与在沪工作的美汉毕业生的联系。1929年，韩忭明夫妇返回扬州。1933年，韩忭明募集资金，与校友一道将美汉中学复课。
1933年11月30日，韩忭明因血栓栓塞症:744在上海去世，葬于上海涌泉路公墓。

## 家庭
韩忭明妻子弗朗西斯·芬顿·卡特尔（Frances Fenton Cattell）为美国长老会的传教医师，1887年到中国布道施医，常驻苏州。两人在苏州相遇相识。1910年7月30日，两人在日本横滨基督教堂结婚。婚后，弗朗西斯被称为“韩师母”，随丈夫常驻扬州。

## 著作
韩忭明著有《弗鲁万纳县及其人民》（Fluvanna County and Its People: Some Notes）、《弗吉尼亚爱德华·安塞尔的后裔》（Descendants of Edward Ancell of Virginia）。

## 相关
相传19世纪上半叶，曾有一方雕刻着马可·波罗像的砚台在扬州出现过，后被时任美汉中学校长的韩忭明购得。

## 备注
1. ↑  一说美汉中学开办于1907年[6]
2. ↑  即阿尔弗雷德·赛耶·马汉[9]:136[5]
3. ↑  一说1912年定名为“美翰中学堂”[5]
4. ↑  一说神在堂建成于1913年[10]